# Marion Williams
Marion Williams (29 de agosto de 1927 - 2 de julho de 1994) foi uma cantora gospel americana.

## Primeiros anos
Marion Williams nasceu em Miami, Flórida, filha de uma mãe religiosamente devota e de um pai com inclinações musicais. Ela deixou a escola aos nove anos para ajudar no sustento da família e trabalhou como empregada doméstica, enfermeira e em fábricas e lavanderias. Ela começou a cantar para o público ainda jovem. Como era comum na região, Williams aprendeu blues e jazz afro-americanos, ao lado do calipso caribenho.
A pobreza fez com que Williams deixasse a escola aos quatorze anos para trabalhar com sua mãe em uma lavanderia, embora ela finalmente se formasse no Pacific Union College em 1987. Ela cantava na igreja e nas esquinas, inspirada por uma ampla gama de músicos, incluindo a Sister Rosetta Tharpe e os cantores do Jubileu Smith.
Ela permaneceu no gospel apesar da pressão para mudar para músicas populares de blues ou ópera.

## Carreira
Em 1946, enquanto visitava um amigo na Filadélfia, Williams cantou para um público que incluía Clara e Gertrude Ward. Eles reconheceram seu talento e lhe ofereceram um emprego. Um ano depois, ela se tornou parte do Famous Ward Singers. Seu estilo vocal rosnado e prático fez dela uma das estrelas indiscutíveis do grupo.
Em 1958, ela e outros membros do grupo Ward formaram o Stars of Faith. Em 1965, Williams iniciou sua carreira solo. Nos 15 anos seguintes, ela viajou pelos Estados Unidos, África e Índias Ocidentais.
Em 1992, o crítico e historiador musical Dave McGee, escrevendo no The Rolling Stone Album Guide, disse: "Alguém sairá de suas gravações acreditando que ela era nada menos que a maior cantora de todos os tempos".

## Carreira na música

### The Ward Singers
Williams foi convidada para se juntar aos Ward Singers quando a ouviram cantar durante uma visita a um amigo próximo na Filadélfia em 1946. Williams finalmente se juntou a eles em 1947, permanecendo com eles por onze anos. Sua primeira gravação com o grupo foi "How Far Am I from Canaan" (1948), seguida pela descoberta "Surely God Is Able", que lançou Williams e o resto do grupo ao estrelato. Seus shows foram cercados por fãs frenéticos.

### Stars of Faith
Insatisfeita com o baixo salário que recebia enquanto estrelava o grupo, Williams deixou os Ward Singers em 1958, seguido pela maior parte do resto do grupo, para formar o Stars of Faith. O novo grupo foi incapaz, no entanto, de reproduzir o sucesso que os Ward Singers tiveram, já que Williams recuou dos holofotes para dar aos outros membros do grupo mais oportunidades de estrelar. A carreira do grupo se recuperou, porém, em 1961, quando apareceu em Black Nativity, uma produção off-Broadway, e fez turnê pela América do Norte e Europa.

### Carreira solo
Em 1965, Williams iniciou carreira solo. Enquanto estava em Miami para o funeral de sua mãe, ela se sentiu inspirada para continuar sua carreira e começou a visitar campi universitários por todo o país. A gravação que talvez seja seu hit mais conhecido, "Standing Here Wondering Which Way to Go", é desse período.

### Aparições em filmes
Williams abre o vídeo de 1990, Amazing Grace, com Bill Moyers cantando a música característica. Mais tarde, na produção da PBS, ela estilizou a música à sua maneira. Em 1991, ela atuou como cantora gospel no filme Fried Green Tomatoes, embora sua cena esteja disponível apenas na versão do diretor. O filme foi dedicado a ela.

### Aparições na TV
Em Hootenanny, um programa de televisão de variedades musicais, ela cantou "Packin' Up" e "I've Got To Live The Life I Sing About In My Song" como Marion Williams e Stars of Faith. Williams também cantou duas músicas no The Merv Griffin Show; durante a aparição ela e Griffin cantaram um dueto de "He's Got the Whole World in His Hands". Durante esta aparição ela também discutiu seus planos de turnê internacional.

### Música
Uma cantora poderosa com um alcance sobrenaturalmente amplo, capaz de alcançar os registros mais altos da faixa soprano sem perder a pureza ou o volume, ela também poderia mergulhar em notas graves e rosnantes no estilo de um pregador country.

### Influência
O canto de Williams ajudou a tornar os Ward Singers nacionalmente populares quando eles começaram a gravar em 1948, e também inspirou o lamento característico do pioneiro do rock and roll, Little Richard.

## Honras e prêmios
Williams foi homenageada pela Fundação MacArthur em 1993, afirmando que ela estava entre "os últimos elos sobreviventes da era de ouro do gospel... uma das cantoras mais versáteis de sua geração".
Ela foi uma das ganhadoras do Kennedy Center Honors em 1993. Sua homenagem incluiu uma escalação de estrelas, incluindo participações de Billy Preston, Little Richard e Aretha Franklin. 

## Vida pessoal
Williams era um membro estimado e Mãe da Igreja na Igreja Memorial de Deus em Cristo BM Oakley, na Filadélfia, sob o pastorado da falecida Madre Irene A. Oakley.
Williams morreu no Albert Einstein Medical Center, na Filadélfia, em 2 de julho de 1994, aos 66 anos. Ela foi enterrada no Cemitério Ivy Hill, na Filadélfia.